# Глено
Глено (итал.  Gleno) — гора в итальянской области Ломбардия.

## Описание
Гора в восточной части Бергамских Альп (2883 м), между долинами Вальтеллина и Камоника. С южной стороны открывается долина Валле-дель-Глено, пересекаемая одноимённым ручьем. Плотина, перекрывавшая русло реки, рухнула в 1923 году, вызвав хаос в долинах внизу.